# Cycas nitida
Cycas nitida — вид саговників, ендемік о. Лусон, Філіппіни.